# Baden Baden (groupe de musique)
Pour les articles homonymes, voir Baden Baden (homonymie).
Baden Baden est un groupe français d'indie pop créé en 2008. 

## Biographie
Après avoir été découvert par un premier single Anyone, qualifié de "folk onirique" par le magazine Magic, Baden Baden sort en 2010 un premier EP de 6 titres 78 sur leur label Starlite Rec. 
En 2012, le groupe sort son premier album Coline à la suite de sa signature sur Naïve Records. L'album qui contient 12 titres est bien reçu par la presse musicale et est qualifié de "petite montagne pop aux sommets souvent fameux" par Les Inrockuptibles. L'album composé à la fois en anglais et en français leur permet de toucher un public plus large et de gagner un succès d'estime en France. Leur musique est définie comme une "pop minutieuse et quasi-architecturale".  
En 2015 le groupe sort un nouvel album Mille Éclairs écrit uniquement en français cette fois. L'album est mixé par Barny Barnicott (Arctic Monkeys, The Rakes, Cloud Control, Noisettes, Franz Ferdinand, Kasabian, etc.) et enregistré et réalisé par Frédéric Lefranc. L'artwork de l'album a été fait par Carl Von Arbin, le guitariste du groupe suédois Shout Out Louds. 
En 2019 le groupe revient avec un troisième album La Nuit Devant mixé par Florent LIVET (Phoenix, Two Door Cinema Club…) et Pavlé KOVACEVIC (Sebastien Tellier) sur leur label Starlite Rec. 
En 2020, un documentaire de Téva Bourdin retrace leur histoire de 2010 à 2015. 

## Discographie

### Albums
- 2012 : Coline (Starlite Rec./Naïve Records)
- 2015 : Mille Éclairs (Starlite Rec./Naïve Records)
- 2019 : La Nuit Devant (Starlite Rec.)
- 2020 : Les vents contraires (Original Motion Picture Soundtrack)[1] (Starlite Rec.)

### EP
- 2010 : 78 (Starlite Rec.)

### Singles
- 2010 : Anyone (Starlite Rec.
- 2010 : The Book (Starlite Rec.)
- 2012 : Good Heart (Starlite Rec./Naïve Records)
- 2012 : La Descente (Starlite Rec./Naïve Records)
- 2019 : Beach (Starlite Rec.)